# Macrothemis pleurosticta
Macrothemis pleurosticta is een libellensoort uit de familie van de korenbouten (Libellulidae), onderorde echte libellen (Anisoptera).
De wetenschappelijke naam Macrothemis pleurosticta is voor het eerst geldig gepubliceerd in 1839 door Burmeister.